# National Board of Review Awards 1946
La 18ª edizione dei National Board of Review Awards si è tenuta il 18 dicembre 1946.

## Classifiche

### Migliori dieci film
- La casa degli incubi (Goupi mains rouges), regia di Jacques Becker
- Sfida infernale (My Darling Clementine), regia di John Ford
- Breve incontro (Brief Encounter), regia di David Lean
- Salerno, ora X (A Walk in the Sun), regia di Lewis Milestone
- Enrico V (Henry V), regia di Laurence Olivier
- Il diario di una cameriera (The Diary of a Chambermaid), regia di Jean Renoir
- I gangsters (The Killers), regia di Robert Siodmak
- I migliori anni della nostra vita (The Best Years of Our Lives), regia di William Wyler

## Premi
- Miglior film: Enrico V (Henry V), regia di Laurence Olivier
- Miglior attore: Laurence Olivier (Enrico V)
- Miglior attrice: Anna Magnani (Roma città aperta)
- Miglior regista: William Wyler (I migliori anni della nostra vita)